# Курт Швитерс
Курт Швитерс (на немски: Kurt Schwitters) е германски поет, есеист, художник, скулптор и дизайнер.

## Биография
Курт Швитерс е роден на 20 юни 1887 г. в Хановер. Още като дете има епилептични пристъпи. Следва в Художественото училище в Хановер и в Дрезденската академия на изкуствата, а през 1918 г. отива в Берлин, където се свързва с експресионистите от кръга на Херварт Валден. Сближава се с художниците Раул Хаусман и Ханс Арп, възприема идеите на цюрихските и берлинските дадаисти, поддържа контакти с холандските и руските авангардисти и участва в различни ДАДА-начинания, но накрая се завръща в Хановер и там създава художественото направление „Мерц“.

## Творческо дело

### Поезия
Своите произведения – поезия, графики и колажи – Швитерс публикува в 24 книжки на излизащото между 1923 и 1932 г. списание „Мерц“. Най-известната му литературна творба е поемата „На Анна Блуме“  (1919), чиито основни мотиви са човешкото тяло, условността на цветовете и сетивните възприятия и разрушаването на граматиката. Много от стихотворенията на поета включват откъснати изречения от списания, изрезки от каталози и плакати. Швитерс е предшественик на бъдещата „конкретна поезия“ и си създава име със своите „звукови поеми“, особено с голямата, изпълнявана и до днес, „Прасоната“ (1922 – 1932), изградена от „първични звуци“, при което значението на думите отстъпва пред звуковите свойства на езиковия материал.

### Живопис
В картините си Швитерс комбинира късове от вестници, автобусни билети, парчета канап, игли, косми и отпадъчни дървени предмети. Основното в неговото изкуство – по думите му – е ритъмът: в поезията, музиката, живописта и в живота. Прави изложби в Хановер, Дрезден, Мюнхен, Йена, Кьолн, Прага, Париж и Ню Йорк.
От 1923 до 1936 г. Швитерс оформя в Хановер двуетажна сграда-лабиринт в стил „Мерц“, наречена „Катедрала на еротичната нищета“. (През 1943 г. сградата е разрушена от бомбардировките.) В 1937 г. Курт Швитерс успява да избяга в Норвегия, а четири негови произведения са представени в националсоциалистическата изложба на „изроденото изкуство“ в Мюнхен. Швитерс заживява сам в Лисакер край Осло, където създава втора Мерц-сграда, а в 1940 г. емигрира в Англия и там е интерниран на острова Ман до есента на 1941 г. По-късно се преселва в Амбълсайд, северна Англия, където през 1945 г. създава трета Мерц-сграда, останала незавършена до края на живота му.

## Галерия
- Програма на „ДАДА-соаре“ (1923)
- „Червената жица“, 1944, Tate Modern
- „Майка и яйце“, ок. 1945 – 1947, Tate Modern
- „Приповдигнат“, ок. 1945 – 1947, Tate Modern

## Влияние
С творчеството си Курт Швитерс става родоначалник на съвременните художествени стилове поп-арт, хепънинг, концептуализъм, мултимедийно изкуство и постмодернизъм.
В чест на поета и художника през 1982 г. в провинция Долна Саксония е учредена наградата „Курт Швитерс“ за поощряване на изобразителното изкуство.

## За него
- Heinz Ludwig Arnold (съставител), Kurt Schwitters. text + kritik, Nr. 35/36, Boorberg Verlag, München 1972.
- Roger Cardinal, Gwendolen Webster, Kurt Schwitters. Hatje Cantz, Stuttgart, 2011, ISBN 978-3-7757-2512-5 ((en)); ISBN 3-7757-2512-1 ((de)).
- John Elderfield, Kurt Schwitters. Claassen, Düsseldorf 1987, ISBN 0-500-23426-4.
- Dietmar Elger, Der Merzbau von Kurt Schwitters. Eine Werkmonographie. 2. Aufl. König, Köln 1999, ISBN 3-88375-362-9. (Kunstwissenschaftliche Bibliothek. Bd. 12)
- Manfred Engel, Collage als Karnevalisierung. Schwitters Merzkunst. В: Bachtin im Dialog. Festschrift für Jürgen Lehmann. Hrsg. von Markus May und Tanja Radtke. de Gruyter, Heidelberg 2006, ISBN 978-3-8253-5279-0, S. 271 – 296.
- Walter Fähnders, Helga Karrenbrock, „Ich sage nämlich das Gegenteil, aber nicht immer.“ Die Avantgarde-Manifeste von Kurt Schwitters. В: Manifeste: Intentionalität. Hrsg. von Hubert van den Berg und Ralf Grüttemeier. Rodopi, Amsterdam/Atlanta 1998, ISBN 90-420-0318-9, S. 57 – 90.
- Georg Franzen, Das Kunstwerk als Erfahrungsraum: Assoziationen im Merzbau. In: Musik-,Tanz – und Kunsttherapie, 12, S. 72 – 76. Hogrefe, Göttingen 2001.
- Evelyn Fux, Schnitt durch die verkehrte Merzwelt. Konzeptionen des Narrativen in der Prosa von Kurt Schwitters. Hrsg. von Anja Ohmer. Weidler, Berlin 2007, ISBN 978-3-89693-484-0 (Aspekte der Avantgarde, Band 10).

- Friedhelm Lach, Der Merzkünstler Kurt Schwitters. DuMont Dokumente, Köln 1971, ISBN 3-7701-0577-X.
- Adrian Notz und Hans Ulrich Obrist (съставители), Merz World – Processing the Complicated Order. JRP Ringier, August 2007, ISBN 978-3-905701-37-1. Mt Beiträgen von Stefano Boeri, Peter Bissegger, Dietmar Elger, Yona Friedman, Thomas Hirschhorn, Hans Ulrich Obrist, Karin Orchard und Gwendolen Webster.
- Otto Nebel, Kurt Schwitters zum Gedächtnis. In: text + kritik, Nr. 35/36, München 1972, in: Schriften zur Kunst hrsg. mit einem Geleitwort von Rene´Radrizzani. Mäander, München 1988, ISBN 3-88219-405-7.
- Ernst Nündel, Kurt Schwitters mit Selbstzeugnissen und Bilddokumenten. Rowohlt, Reinbek 1981, ISBN 3-499-50296-8.
- Karin Orchard, Isabel Schulz, Kurt Schwitters. Werke und Dokumente. Verzeichnis der Bestände im Sprengel-Museum Hannover. Katalog. Sprengel-Museum, Hannover 1998, ISBN 3-89169-132-7.
- Karin Orchard, Isabel Schulz, Kurt Schwitters Catalogue raisonné. Hrsg. von Sprengel Museum Hannover. Ostfildern-Ruit, Bd.1, 2000: ISBN 3-7757-0926-6 / Bd. 2, 2003: ISBN 3-7757-0988-6 / Bd. 3, 2006: ISBN 3-7757-0989-4
- Gerhard Schaub (съставител), Kurt Schwitters: „Bürger und Idiot“. Beiträge zu Werk und Wirkung eines Gesamtkünstlers. Mit unveröffentlichten Briefen an Walter Gropius. Fannei und Walz. Berlin 1993, ISBN 3-927574-19-8.
- Bernd Scheffer, Anfänge experimenteller Literatur: das literarische Werk von Kurt Schwitters. Bouvier, Bonn 1978, ISBN 3-416-01396-4.
- Klaus Stadtmüller, Schwitters in Norwegen. Arbeiten, Dokumente, Ansichten. Postskriptum, Hannover 1997, ISBN 3-922382-73-8.
- Kate T. Steinitz, Kurt Schwitters. Erinnerungen aus den Jahren 1918 – 1930, enthält u.a. Erinnerungen an musikalische Anlässe und Persönlichkeiten sowie Notenbeispiele in Faksimile sowie Fotos und Zeichnungen, Zürich: Verlag Die Arche, 1963; einmalige Sonderausgabe zum 100. Geburtstag von Kurt Schwitters 1987, Zürich: Verlag Die Arche, 1987, ISBN 3-7160-3101-1
- Gwendolen Webster, Kurt Merz Schwitters. A biographical study. University of Wales Press, Cardiff 1997, ISBN 0-7083-1438-4
- Gwendolen Webster, Kurt Schwitters’ Merzbau. PhD-Dissertation, 2007.
- Lambert Wiesing, Stil statt Wahrheit. Kurt Schwitters und Ludwig Wittgenstein über ästhetische Lebensformen. Wilhelm Fink Verlag, München 1991. ISBN 3-7705-2704-6.